# تشارلز نيوبولد
تشارلز نيوبولد (بالإنجليزية: Charles Newbold)‏ هو حدّاد أمريكي، (و. 1764 – 1835 م).
1. ↑  السجل الوطني للأماكن التاريخية، OL:1501675A، QID:Q3719